# 도종왕

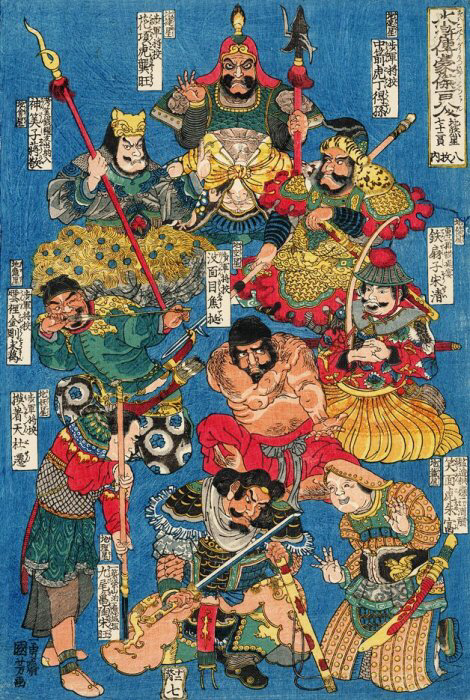

도종왕(陶宗旺)은 중국의 사대기서(四大奇書) 중 하나인 《수호전》(水滸傳)에 등장하는 인물로, 108성 중 75위이자 지살성(地煞星)의 지리성(地理星)에 해당한다. 양산박에 입산하기 이전에는 황문산의 제4두령. 빈농 태생으로 괴력의 소유자이며 주로 쇠괭이를 무기로 다루지만 창과 칼의 정식 무예에도 능하며 그 다재다능함이 전설의 거북신에 비유되어 별호가 구미귀(九尾龜)로 불린다. 양산박 입산 후에는 농민으로서 토목에 관한 감독을 맡았으며 주로 양산박 배후에서 활동하였다.

## 생애
광주 소작농의 집안에서 태어나는데, 황문산에 들어가 산적이 되어 구붕, 장경, 마린 등의 동료들과 함께 4,500명의 졸개를 이끌고 있었다. 어느 때 강주에서 형장을 습격한 양산박 일당이 양산박으로 돌아가는 중에 황문산의 본거지 부근을 지난다라는 정보를 얻은 황문산 산적들은 천하의 의적으로 이름난 이들을 영접하고 싶어 했다. 양산박의 무리가 오자 일부러 습격하는 듯한 내색을 보이며 양산박 일행들이 자신들이 양산박임을 밝히자 지체없이 자신의 결례를 사과 일행을 산채로 초대하여 크게 대접하였다. 이 자리에서 황문산 산적들의 실력을 들은 송강으로부터 양산박에 들어오기를 권유받고 기뻐하던 도종왕들은 그대로 양산박에 합류했다.
양산박 입산 후에는 가족을 데려오기 위해 고향에 간 송강이 습격당한 것을 구출, 직후 조직편제에서는 오용에게 그 능력을 인정받아 양산박 정면의 도로와 경작과 수향인 양산박 수송의 생명선이라 할 수 있는 수로 정비 등의 감독을 명령받아 그 일에 종사, 점차 규모가 확대되어 가는 양산박에서 업무 내용은 성채, 노, 울타리, 돌담 등의 설치, 수선과 거주구 및 농지 확보를 위한 삼림 개척에까지 이르고 양산박 토목공사 전반을 맡게 된다. 또한 호연작이 이끄는 관군이 쳐들어왔을 때는 적의 연환마전법을 깨기 위한 구겸창 부대의 일원으로 전선에서 활약했다.
108명이 양산박에 모인 후에도 계속 토목공사의 감독을 담당, 쳐들어오는 관군과의 싸움이나 양산박이 조정에 귀순한 후 각지의 전역에서 자주 전선에 나갔다. 큰 공을 세우지는 못하고 방랍토벌전의 시작인 윤주 전투에서 난전 중 화살에 맞아 전사. 송만, 초정과 함께 108인들 중 최초의 사망자가 되었다.